# Автономный порт Абиджана

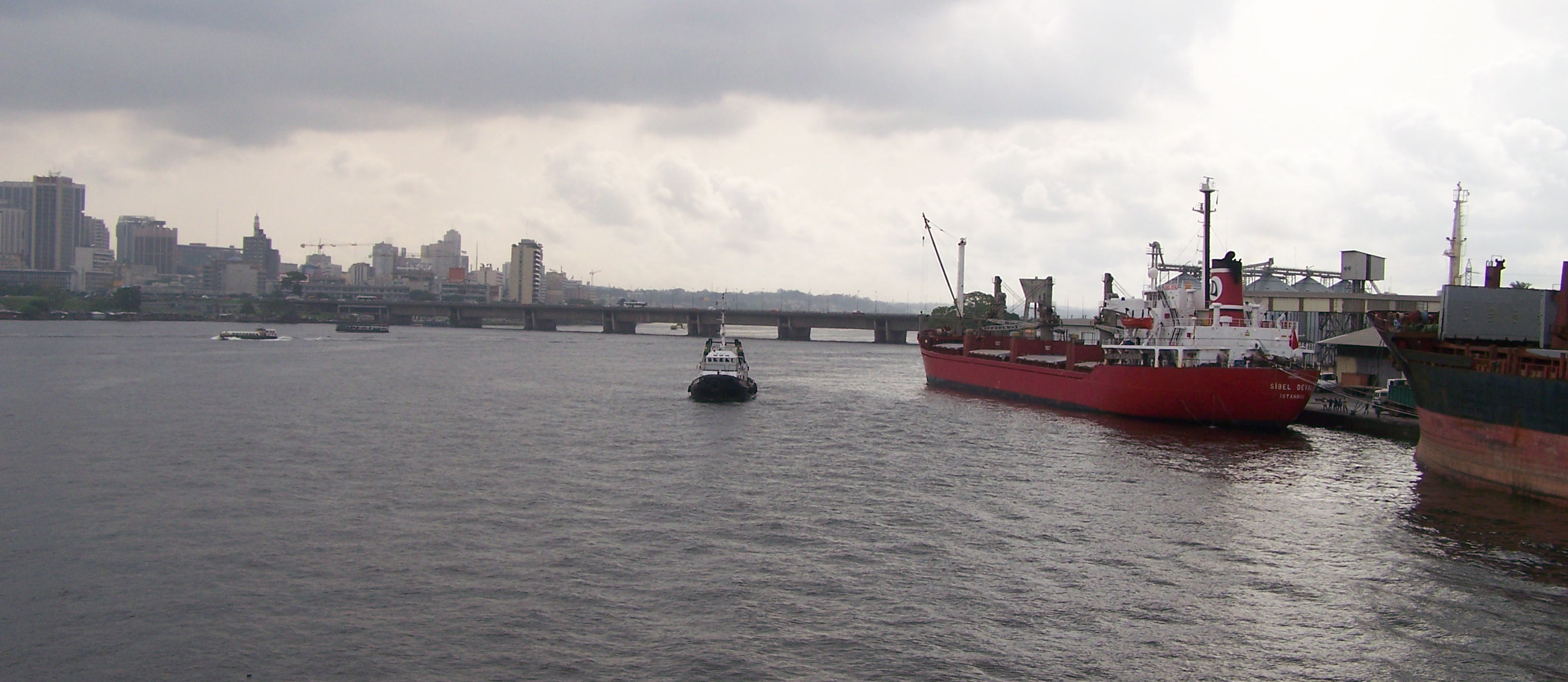
Автономный порт Абиджан

Автономный порт Абиджана — торговый порт в Трейчвилле, в одном из районов Абиджана, Кот-д'Ивуар, расположенный на юге города. Это перевалочное и интермодальное предприятие, которое управляется как государственное промышленное и коммерческое предприятие; генеральным директором является Hien Sié.
Порт Абиджана открылся в 1951 году после строительства канала Vridi, что позволяет использовать порт глубоководным судам. Это самый важный порт в Западной Африке и второй по значимости в Африке после порта Дурбан. Он вносит основной вклад в экономику Кот-д’Ивуара, и через него также проходит большая часть внешней торговли стран, не имеющих выхода к морю, таких как Буркина-Фасо, Мали, Нигер, Чад и Гвинея.
Порт соответствует требованиям ISPS. Он предлагает широкий спектр сопутствующих услуг, перерабатывающие и промышленные перерабатывающие мощности. Ведущими компаниями, работающими в порту, являются SDV-SAGA (в которой работает более 4000 человек), компания по эксплуатации терминалов SETV Vridi, Sitarail и SIMAT.

## История

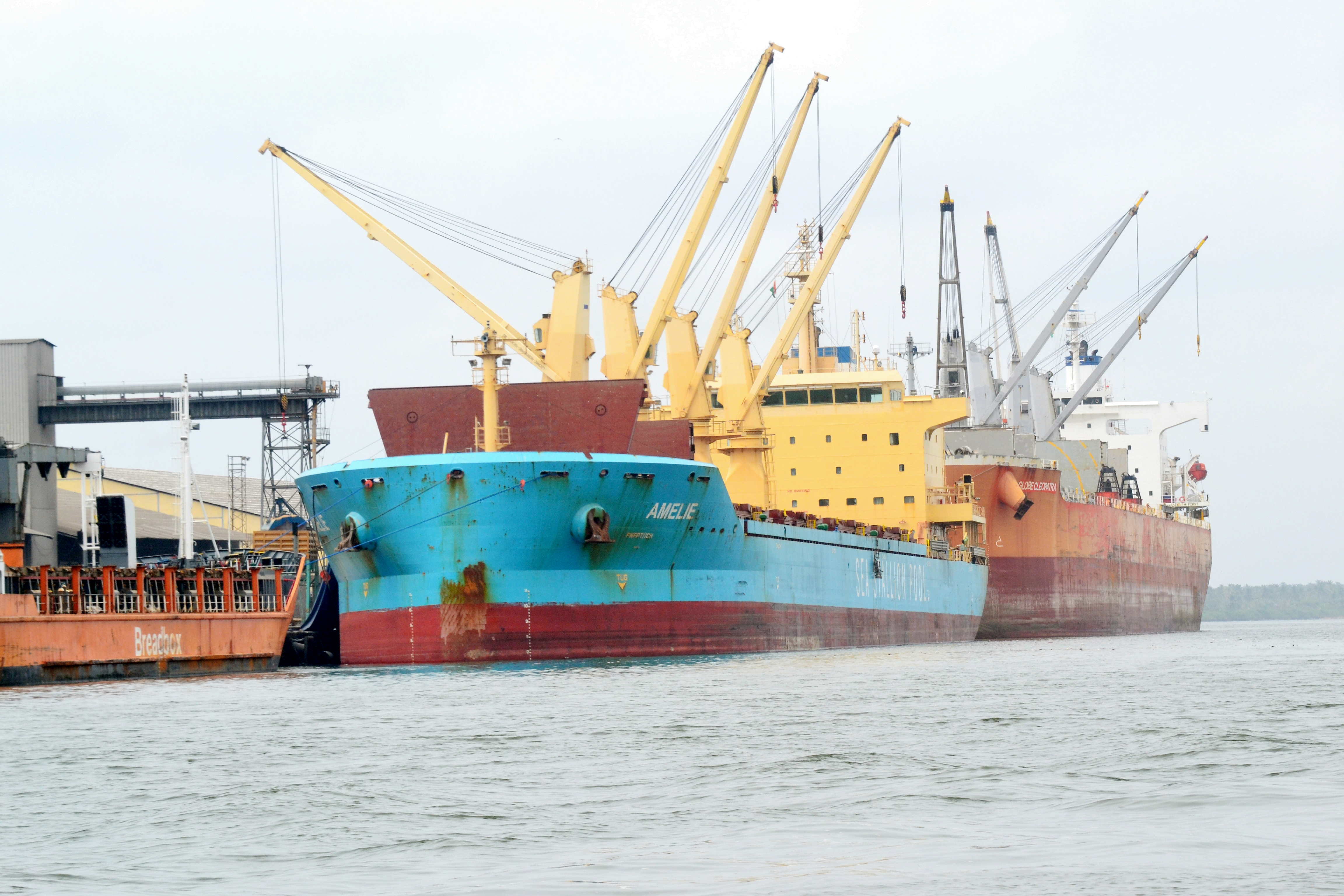
Балкеры у причалов порта

Побережье Кот-д’Ивуара было важным торговым центром с 15 века, при этом морские перевозки использовали океанские лагуны в качестве открытых рейдов. Во время французского колониального периода были построены причалы, первые два — в Гран-Басаме в 1897 и 1923 годах, третий — в Port-Bouët в 1931 году и четвёртый — в Сасандре в 1951 году.
Увеличение грузопотока и сложность обработки крупных неделимых грузов привели к планированию создания глубоководного порта. Начиная с 1892 года, Grand-Lahou, Гран-Басам, Сасандра и Бенжервиль были изучены как возможные места постройки. В 1898 году французская миссия, в состав которой входили Charles François Maurice Houdaille, капитан Thomasset и Robert Wallace Crosson-Duplessis посетила Кот-д’Ивуар, чтобы выбрать место для порта, который также станет конечной точкой проектируемой железной дороги (которой стала Chemin de Fer Abidjan-Niger). Среди факторов, побудивших их выбрать Абиджан, были наличие прибрежного каньона и тот факт, что Абиджан находился на кратчайшем пути между Бамако и Атлантическим океаном.
Чтобы создать порт, лагуну Ébrié предполагалось соединить с океаном, прорезав барьерный остров в Port-Bouët. Эта попытка была предпринята в 1906—1907 годах, но смещение песчаных дюн и наводнения неоднократно сводили на нет эту работу. После гидрологических исследований в Нидерландах проблема была решена строительством канала Vridi; оно было начато в 1935 году, приостановлено во время Второй мировой войны и завершено в 1950 году. Канал имеет длину 2700 метров (1,7 мили), ширину 370 метров (1210 футов) и глубину 13,5 метров (44 фута), что позволяет использовать порт глубоководным судам. Финансирование по плану Маршалла помогло оплатить работу. Порт Абиджана был официально открыт 5 февраля 1951 года Франсуа Миттераном, тогдашним министром иностранных дел Франции. Впоследствии причалы в Port-Bouët и Гран-Басам были закрыты.
С 23 декабря 1992 года автономный порт Абиджана был юридически учрежден как государственная корпорация (Société d'État).

## Экономическая активность

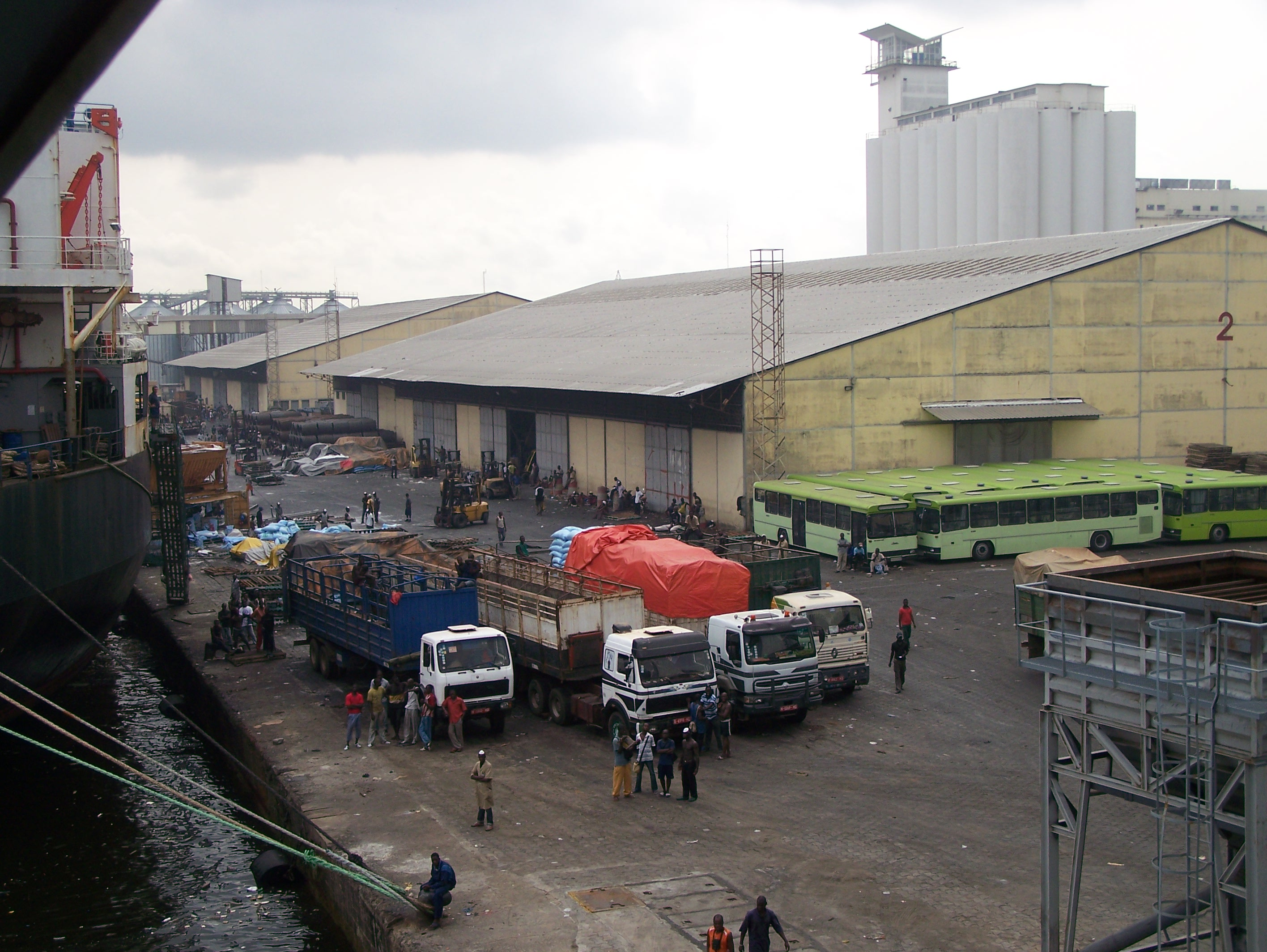
Причал и склады в порту Абиджана

Порт Абиджана — самый важный порт в Западной Африке и второй по значимости порт в Африке после порта Дурбан. По данным Министерства экономики и финансов Кот-д’Ивуара, трафик через порт составляет 90 % таможенных доходов Кот-д’Ивуара и 60 % доходов страны. Через порт проходит 70 % ВВП Кот-д’Ивуара; им пользуются 65 % промышленных предприятий страны, что составляет 50 000 человек, зависящих от него. 70 % внешней торговли африканских стран, не имеющих выхода к морю, таких как Буркина-Фасо, Мали, Нигер, Чад и Гвинея, также проходит через этот порт.
Грузооборот через порт достиг 1 200 000 тонн к 1962 году; в 2002 году он составил 16 309 596 тонн; в 2013 году он составил 21,476 миллиона тонн по сравнению с 21,713 миллиона тонн в 2012 году. В 2010 году грузооборот составил 22 миллиона тонн; чтобы вернуться к этим уровням, в 2010-х годах были реализованы проекты по расширению канала Vridi, углублению порта и строительству второго контейнерного терминала. Порт также стал крупным промышленным и производственным центром.
Абиджан также является важным рыболовным портом с годовым объёмом производства 400 000 тонн.